# カットアップ
カットアップ（英: cut-upまたは英: fishbowling）とは、テキストをランダムに切り刻んで新しいテキストに作り直す、偶然性の文学技法またはジャンルのこと。

## 技法
カットアップおよびそれと密接な関係のあるフォールドイン（英: fold-in）は、一般の文学の語り口の直線的な語り口を解体する試みとしての創作スタイルである。ありふれたタイプライターを用いることで組み立てられる。
カットアップは、（紙に印刷された）完成された完全な直線的テキストを使って、それを少数あるいは単一の語にバラバラにすることで実行される。それからバラバラにされた断片は新しいテキストに組み直される。この再編はしばしば驚くような新しいフレーズになることがある。一般的なやり方はテキストが印刷された紙を4つに（長方形に）裁断し、それらを並べ替え、でたらめな言葉は即興的かつ斬新な創意によって変えつつ、混ざりあった散文をタイプライターで書き起こすことである。
フォールドインは、直線的なテキストが印刷された異なる2枚の紙を用いる。それぞれを2つに裁断し、くっつけてから、できたものを通して読む。できあがったテキストは2つのテーマが混ざり合ったもので、解読はいささか困難なものになる。

## 文学における歴史
カットアップ技法の先例は1920年代のダダイスムの集まりで生まれた。そこでトリスタン・ツァラは新聞記事から切り出した言葉を袋の中に入れ、ランダムに取り出した言葉を使って詩を作ることを実践したツァラは、その手法について「帽子の中の言葉」という記事を書いている。
ジル・J・ヴォルマンは自身のレトリスムの創作の一環としてこの技法を発展させた。1950年代には画家・著作家のブライオン・ガイシンが偶然の発見から完全なカットアップ技法まで発展させた。ガイシンは剃刀の刃で新聞を切る時、テーブルが傷つかないように新聞を重ねて置いた。作業が終わった時、ガイシンは下に敷いていた新聞が興味深い並置状態になっていることに気づいた。そこで故意に新聞の記事を切り分け、ランダムに並べ、出来上がったのが『Minutes to Go』という詩である。未編集・未変更のカットアップは論理的で意味の通った散文となっていた。南アフリカの詩人シンクレア・ベイルスもカットアップ技法を使い、『Minutes a Go』の共著者でもあった。アルゼンチンの小説家フリオ・コルタサルも『石蹴り遊び』の中でカットアップ技法を使った。
ガイシンはビート・ホテルでカットアップ技法をウィリアム・S・バロウズに紹介した。二人は後にカットアップ技法を印刷されたメディアやオーディオ・レコーディングに応用した。素材の中に潜在的に含まれている内容や仮説は、カットアップのような技法でテキストの真の意味が見い出し得るかもしれないと考え、それを解読する努力をした。さらにバロウズはカットアップ技法は占いの語り口に効果的かもしれないと示唆した。「諸君が現在をカットした時、未来（の秘密）が漏れてくる」。バロウズはさらにフォールドイン技法も発展させた。
バロウズはプロト＝カットアップ作品として、T・S・エリオットの長詩『荒地』（1922年）やジョン・ドス・パソスの作品を挙げている。1977年、バロウズとガイシンはカットアップ作品ならびにその形式に関するエッセイを集めた『The Third Mind』を出版した。

## 映画における歴史
アントニー・バルチとバロウズは、コラボレーション映画「カットアップ」（英: The Cut-Ups）を製作し、この映画は1967年にロンドンで封切られた。これは、「ゲリラ状態」（英: Guerrilla Conditions）と呼ばれる、バロウズのドキュメンタリーとして企画されたものの打ち捨てられていた企画の一部であり、1961-1965年の間に撮影された。文章をバラバラにし、ランダムに並び替えるバロウズやガイシンのカットアップ技法に影響を受け、バルチはドキュメンタリー映画の場面を細かくカットし、秩序なく再編集させた。この映画がオックスフォード・ストリートの映画館で公開されると、拒絶反応を巻き起こした。多くの観客は映画を見るとめまいがすると苦情を寄せ、ある者は返金を要求し、ある者は「気分が悪い！」と叫びながら、映画館からよろめき出た。その他のカットアップ技法による映画には、「William Buys a Parrott」（1982年）、「Bill and Tony」（1972年）、「Towers Open Fire」（1963年）、「The Junky's Christmas」（1966年）、短編映画「Ghost at n°9 (Paris) 」（1963-72年）などがあり、「Ghost at n°9 (Paris) 」はバルチの死後に彼のオフィスで見つかった映画のリールから編集され、彼の死後に公開された。

## 音楽への影響
遅くとも1970年代から、デヴィッド・ボウイはいくつかの歌詞をカットアップで作っていた。それはカート・コバーンの作詞にも影響を与えた。
サンプリングをベースにした音楽ジャンル、たとえばヒップホップや電子音楽などもカットアップと似た技法を使っている。DJたちは混ぜ合わせて新しい曲を作るため、曖昧で面白いブレイクビーツ、ヴォーカルなどの断片を集めるため時間をかけてレコードを「ディギング」する（漁る）。ミュジーク・コンクレートもサウンドのカッティング、再編曲、再編集といった技法を使っている。
作家のジェフ・ヌーンの類似のリミックス技法はダブをベースにしたものである。「Cobralingus」システムを使ったその技法は、テキストをバラバラにし、個々の語の綴りを変え、混ぜ合わせ、物語にする。
レディオヘッドのトム・ヨークは、ツァラのダダイスムの例まで戻って、アルバム『Kid A』（2000年）にカットアップに似た技法を応用した。バンドがリハーサルをしている時に、一行書き、それを帽子に入れ、ランダムに抜き出した。
映画『DOWNTOWN 81』の中では、タキシードムーンがバラバラに切った新聞記事のフレーズを読む類似した技法のパフォーマンスを行っている。
マッシュアップ（バスタードポップ）のオンライン・サブカルチャーは、あるミュージシャンのインストゥルメンタル・トラックと別のミュージシャンのヴォーカル・トラックを混ぜ合わせるというフォールドイン技法に似た技法を使っている。
バロウズは1971年にジェネシス・P・オリッジに「altering reality」の方法としてカットアップ技法を伝授した。バロウズの説明は、すべては記録されていて、もし記録されたものならば編集できる、というものだった（P-Orridge、2003）。P・オリッジはカットアップを、美術や音楽、さらに人生の方法として哲学として長く使った。
アメリカのバンド、インターポールは『ハインリッヒ・マヌーヴァー』（アルバム『アワー・ラヴ・トゥ・アドマイヤー』収録）のビデオの中でカットアップと似た技法を使っている。スローモーションで歩いている女性がバスに轢かれる時、周りにいた大勢の人々は事故を異なる時間で目撃している。一例を挙げれば、後ろから女性に警告しようと走ってくる男性は、女性が轢かれたと思って立ち止まるが、当の女性はまだ歩いている途中である。
先述されたバロウズやカート・コバーンに強い影響を受けたART-SCHOOLの木下理樹が書く詞もカットアップ技法が大きく用いられている。特に彼らの初期の作品においてその傾向は顕著であり、全てカットアップ技法を用いた歌詞で曲が構成されているものもある。
アット・ザ・ドライヴイン、マーズ・ヴォルタのギタリスト、オマー・ロドリゲス・ロペスは、自身やメンバーに演奏させたフレーズをカットアップで繋ぎ合わせる手法を用いて楽曲を完成させる方式を採用している。そのため、他のメンバーはレコーディングの時点で自身のプレイがどのような楽曲になるのか分からないまま演奏を強いられる。

## 電子メールのカットアップ
電子メールのスパム戦術では、ベイジアンフィルタの裏をかくためにランダムに発生させたテキストが使われている。
The first question of course was, how to get dry again:  they me as I walked, the remembrance of my churlishness and that I must confidence between himself and Mrs. Micawber.  After which, he for his dagger till his hand gripped it. Then he spoke. I kissed her, and my baby brother, and was very sorry then; but not
偶然に文法的に筋の通った文が作られることもありうる。
Then, from sea to shining sea, the God-King sang the praises of teflon, and with his face to the sunshine, he churned lots of butter.
（「それから、海から光る海まで、神＝王はテフロンの称賛を歌って、彼の顔は日光に向けられ、彼はたくさんのバターをかき混ぜた」）
こうしたテキストは「spamoetry」（スパム詩）または「スパム・アート」と呼ばれている。テキストは既存の本から取られることが多く、明らかにカットアップの技法である。